# Réserve naturelle de l'embouchure de Målselva
La réserve naturelle de Målselva  est une réserve naturelle norvégienne et site ramsar située à l'embouchure de la rivière Målselva dans les communes de Målselv et Lenvik dans le comté de Troms. La réserve a été créée en 1995 "pour préserver les affluents d'îlots et de bancs de sable dans un état constant de changement, prairies de plage et forêts inondables qui sont adaptées à cet environnement naturel et la richesse de l'avifaune, avec un accent particulier sur la grande concentration de canards à l'époque des migrations". La plupart de la région se trouve dans Målselv, et quelques petites zones dans le nord sont situées dans Lenvik.
L'embouchure de la rivière qui s'écoule dans le Målselvfjorden est un vaste delta dominé par le sable et la forêt de feuillus des îlots boisés. Les prairies de plage ont une végétation particulière, et il y a des forêts inondables composées d'aulne blanc et de bouleau. Målselva est la plus grande rivière à Saumon atlantique de Norvège, la réserve est donc un lieu de passage pour les individus en migration. Ainsi que pour la truite commune et l'omble chevalier. La région est un important lieu de migration pour les oiseaux habitués des marais en particulier une tribu de canards, et un important lieu de pause hivernal pour canards et cygnes. C'est notamment un site important pour: le Harle huppé, le Cygne chanteur, le Harelde de Miquelon ainsi que des limicoles.
La réserve est devenue site ramsar en 2011. Avec pour menaces : le ruissellement à partir des zones urbaine et d'agricultures des alentours (ayant un impact sur le cycle des nutriments), Gyrodactylus salaris un parasite du saumon ainsi qu'une diminution des proies du Harle huppé.